# Institutu Nasionál Estatístika Timor-Leste

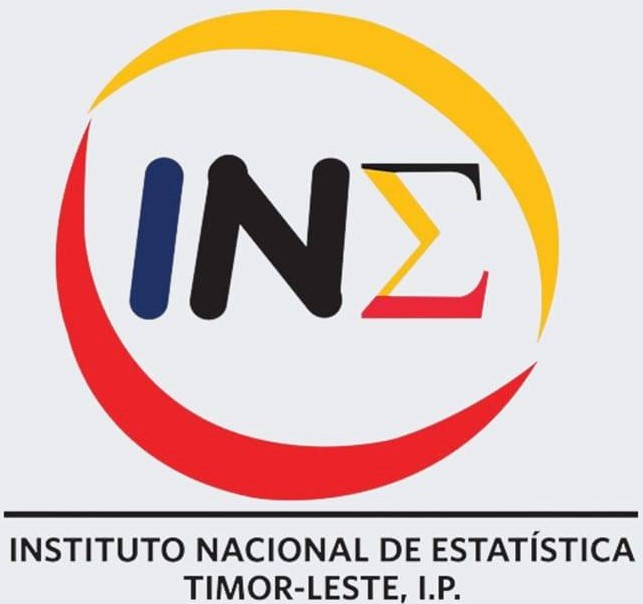
Logo des Institutu Nasionál Estatístika Timor-Leste

Das Institutu Nasionál Estatístika Timor-Leste, I.P. (deutsch Nationales Institut für Statistik Osttimors; I.P. steht für „Instituto público“, deutsch öffentlich-rechtliches Institut), kurz INETL, ist die nationale Behörde Osttimors für Statistik. Es hat ihren Sitz in der Landeshauptstadt Dili an der Rua de Caicoli im Stadtteil Caicoli.
Früher hieß sie Direcção Nacional de Estatística DNE (englisch National Statistical Directory, NSD, deutsch Nationale Direktion der Statistik) und bis 2023 Direcção-Geral de Estatística DGE (englisch Directorate-General for Statistics, DGS, deutsch Generaldirektorat für Statistik).

## Die Organisation
Das Institut ist für die Koordinierung des Nationalen Statistischen Systems (NSS) und für das Sammeln, Erstellen, Analysieren und Weitergabe von offiziellen Statistiken zu demographischen, sozialen, Umwelt- und ökonomischen Themen. Grundlage der Arbeit mit Statistiken bildet das Gesetz 17/2003 vom 1. Oktober 2003.
Als Generaldirektorat war die Behörde in folgende Untereinheiten unterteilt:
- Abteilung für Verwaltung und Finanzen
- Abteilung für Statistik und Kartographie
- Nationale Direktion für Methodik und Datenerhebung, NDMDC
- Nationale Direktion für Statistik, Wirtschaft und Soziales
- Nationale Direktion für Informatiksysteme und Politik

Das Gesetzesdekret 04/2023 vom 15. Februar 2023 setzte das Ministerialdiplom 49/2021 vom 21. Juli 2021 zur Struktur des DGE außer Kraft. Fokgende Untereinheiten bilden das Institut:
- Direktion für juristische Unterstützung
- Direktion für Wirtschaftsstatistiken
- Direktion für Sozial- und Bevölkerungsstatistiken
- Direktion für regionale und kommunale Statistiken
- Direktion für Methodik
- Direktion für Systeme und Berichte
- Direktion für Unternehmensdienstleistungen.[3]

Die Leitung des Instituts obliegt einem Präsidenten, der vom Finanzminister für eine Amtszeit von vier Jahren ernannt wird.
Außerdem gibt es Büros in den einzelnen Gemeinden des Landes.

## Geschichte

Logo der DNE

Logo des DGE

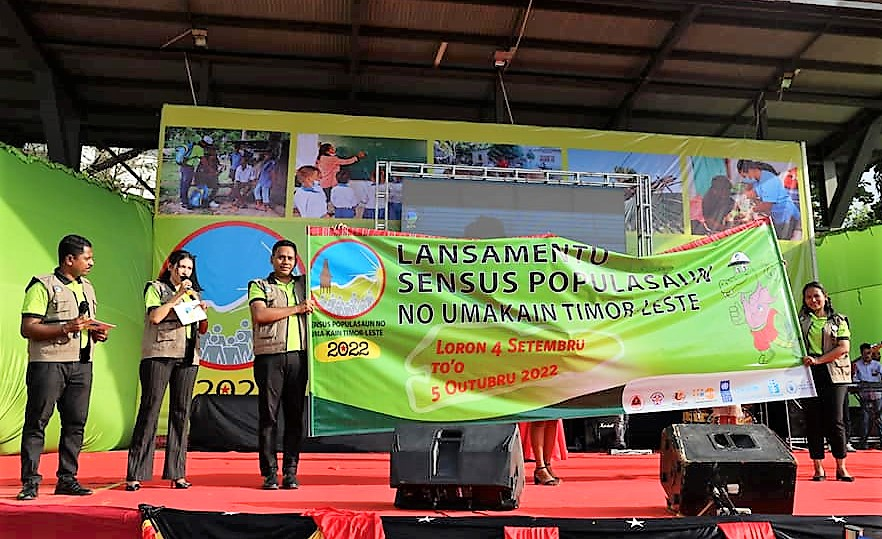
Feierlicher Beginn der Volkszählung 2022

Am 30. Juni 2000 wurde das Nationale Büro für Statistik (NSO) gegründet, als Osttimor noch unter der Verwaltung der Vereinten Nationen stand (UNTAET). Das Entwicklungsprogramm der Vereinten Nationen (UNDP) finanzierte die Gründung. In der Anfangszeit beschäftigte man sich in erster Linie mit dem Konsumenten-Preis-Index. Damals arbeiteten 16 ausländische und einheimische Kräfte für das NSO im GPA-Gebäude. 2001 verkleinerte die zweite Übergangsregierung das NSO auf acht Mitarbeiter. Die Direktion zog in das Büro des Premierministers im Regierungspalast um. Untergeordnet war sie dem Ministerium für Wirtschaftsangelegenheiten. Mit der Entlassung Osttimors in die Unabhängigkeit kam das NSO unter die Oberhoheit des Finanzministeriums und zog daneben in das Kobe Building. Erster Direktor des NSO wurde Manuel Mendonça, der nun über 16 Mitarbeiter und, mit David Brackfield, einem ausländischen Berater verfügte. Die Finanzierung übernahm der Internationale Währungsfonds. Am 5. September 2003 wurde die Behörde in die Direcção Nacional de Estatística (DNE) umbenannt und zog in ihre heutigen Räumlichkeiten in Caicoli ein. Der Bevölkerungsfonds der Vereinten Nationen (UNFPA) hatte die Renovierung der beiden Lagerhäuser finanziert, in denen während der indonesischen Besetzung Osttimors das Statistische Amt untergebracht war. Die DNE war dem Generaldirektorat für Analyse und Forschung des osttimoresischen Finanzministeriums unterstellt.
Im August 2009 hatte die DNE 18 festangestellte und 48 zeitlich begrenzte Mitarbeiter. Der Direktor der DNE war Elias dos Santos Ferreira. Seit Dezember 2013 ist Generaldirektor António Freitas der neue Chef.
2004 und 2010 führte die DNE nationale Volkszählungen durch. Das DGE führte die nächste Volkszählung 2015 mit über 5000 Mitarbeitern durch. Neu war für die Öffentlichkeitsarbeit ein Maskottchen in Form eines Krokodils. Am 15. August 2022 begann die vierte Volkszählung in der Geschichte des Landes, deren Hauptphase zwischen dem 4. September und 5. Oktober durchgeführt wurde.
Am 15. Februar 2023 unterzeichnete Staatspräsident José Ramos-Horta das Gesetzesdekret 04/2023, mit dem das bisherige Generaldirektorat des Finanzministeriums in ein öffentlich-rechtliches Institut umgewandelt wurde.

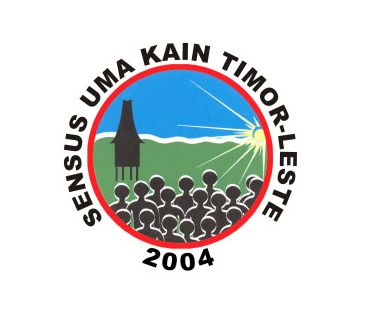
Logo des Zensus 2004
Logo des Zensus 2010
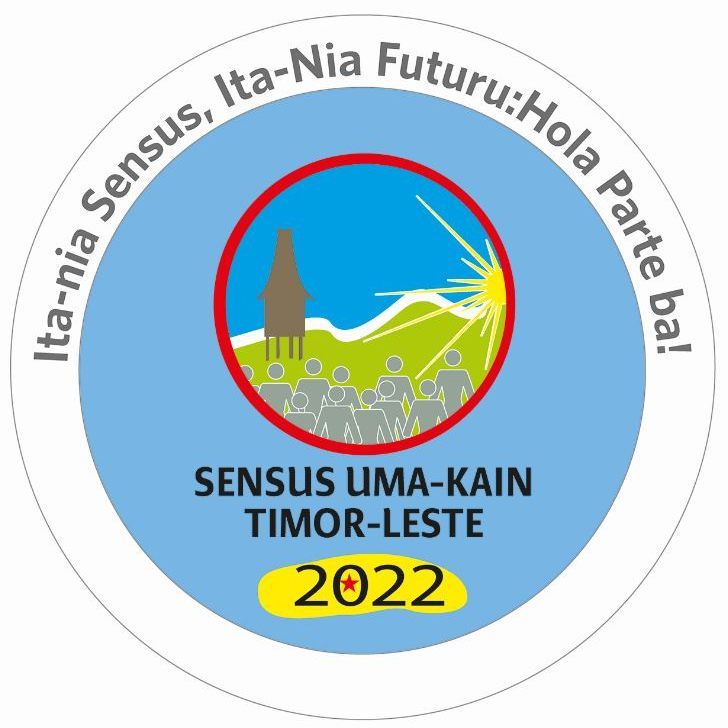
Logo des Zensus 2022
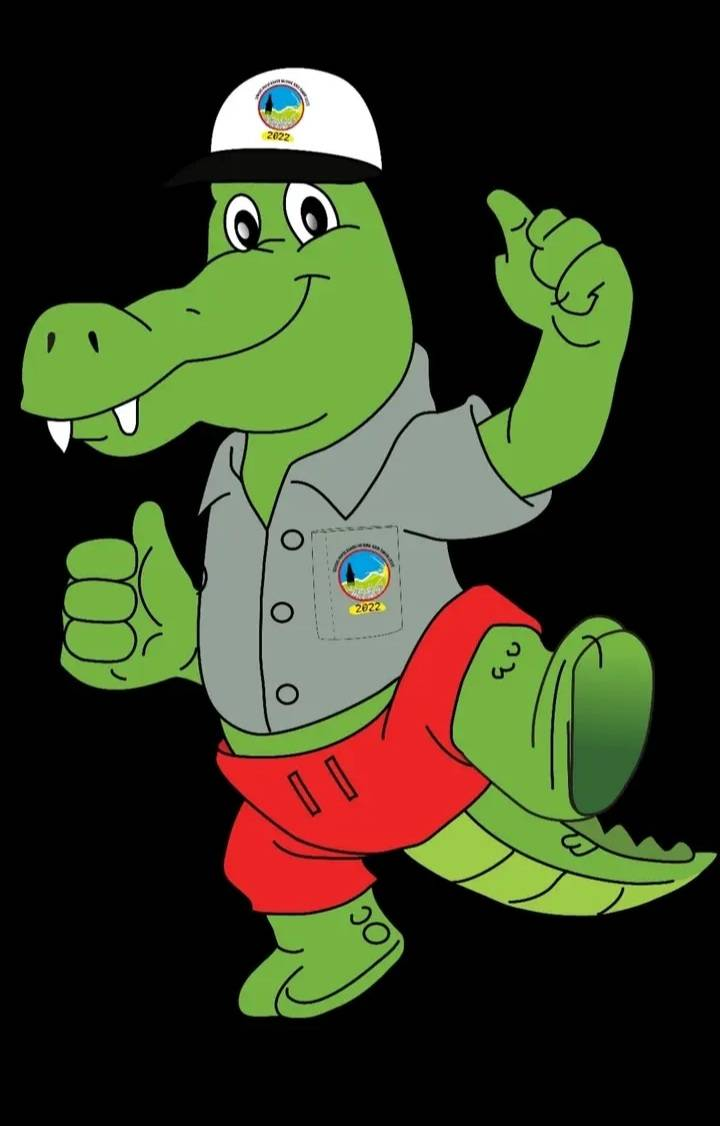
Das DGE-Krokodil

## Leiter der Behörde

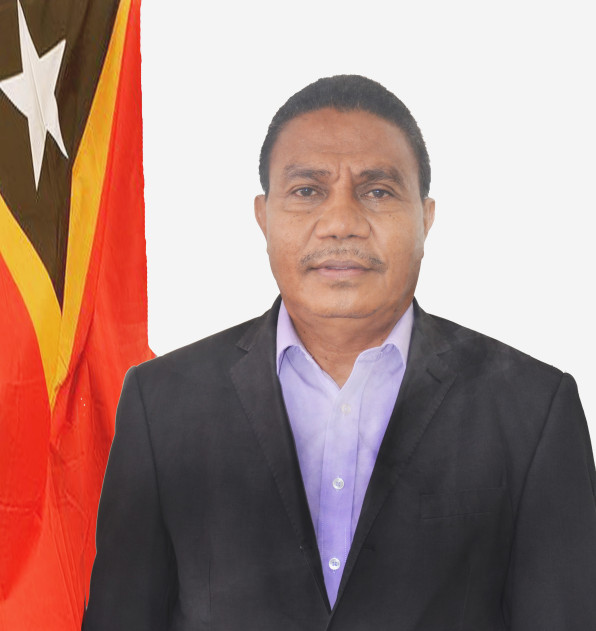
Elias dos Santos Ferreira

- Manuel Mendonça (Direktor des NSO ab 2000)
- Elias dos Santos Ferreira (Nationaldirektor der DNS 2009–2012)[6]
- António Freitas (Generaldirektor der DGS 2013–2016)[7]
- Elias dos Santos Ferreira (Generaldirektor der DGS seit 2016, seit 2023 Präsident)[8]

## Nachweise
- Gesetz 17/2003 (englisch; PDF; 32 kB)